# Judith T. Won Pat

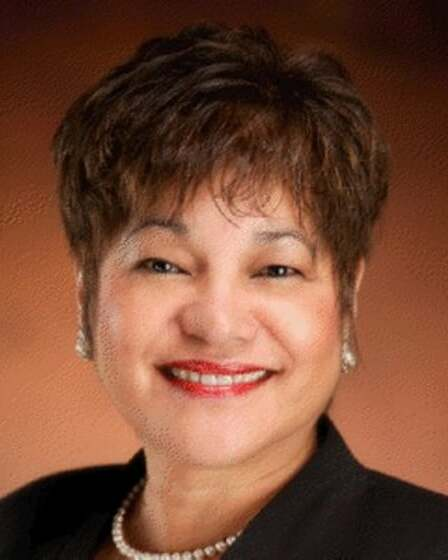
Judith T. Won Pat

Judith T. Won Pat ist eine Politikerin in Guam.

## Leben
Judith T. Won Pat ist die Tochter des Politikers Antonio Borja Won Pat und dessen Frau Ana Salas Perez. Sie studierte an der University of Guam und erhielt dort einen Master of Education. Danach besuchte sie die University of San Diego, wo sie ihren Doctor of Education erhielt. Sie arbeitete nun im Bildungsbereich. Won Pat ist Gründerin und Präsidentin der seit 1990 bestehenden Guam Middle School Association.
Wie ihr Vater ist auch sie Senator in der Guam Legislature. Dieser gehört sie, mit Ausnahme der 25. Legislaturperiode, seit der 23. Legislaturperiode an. Im Jahr 2008 wurde sie zum Speaker der Guam Legislature gewählt. Ein Amt, das ihr Vater ebenfalls schon bekleidet hatte.
Won Pat ist verwitwet und hat drei Kinder.